# Fontaine-Guérin
Fontaine-Guérin korábbi község Franciaország Loire mente régiójában, Maine-et-Loire megyében. 2016. január 1-jén Brion és Saint-Georges-du-Bois községgel egyesült és Les Bois d’Anjou új község része lett.
Lakosainak száma 967 fő (2018. január 1.).

## Népesség
A település népességének változása:
| Lakosok száma | 694  | 679  | 587  | 628  | 723  | 914  | 968  | 2704 | 991  | 967  |
|               | 1962 | 1968 | 1975 | 1990 | 1999 | 2008 | 2013 | 2016 | 2017 | 2018 |